# Escondido, Kalifornija
Escondido (skriven na španjolskom) grad je na krajnjem jugozapadu SAD-a, u saveznoj državi Kaliforniji. Upravno pripada okrugu San Diego. Prema službenoj procjeni iz 2009. godine ima 144.831 stanovnika. Utemeljen 1888., jedan je od najstarijih gradova u okrugu.
Escondido se nalazi u regiji San Diego North. Leži u sjenovitoj dolini okruženoj brdima, 50 km sjeverno od San Diega i 65 km od Tijuane na američko-meksičkoj granici. Prometno je povezan autocestama California State Route 78 i Interstate 15. U blizini grada su tri jezera: Dixon, Wohlford i Hodges.
Hispanoamerikanci čine 38,7% populacije.

## Vanjske poveznice
- Službena stranica (engl.)
- Regija San Diego North  Arhivirana inačica izvorne stranice od 1. prosinca 2003. (Wayback Machine) (engl.)
- Povijesni centar Escondida (engl.)

### Ostali projekti
|  | Zajednički poslužitelj ima još gradiva o temi Escondido, Kalifornija |